# Кирьянов (хутор)
Кирьянов — хутор в Ольховатском районе Воронежской области России.
Входит в состав Караяшниковского сельского поселения.

## География

### Улицы
- ул. Октябрьская

## Население
| 2010 |
| ---- |
| 27   |